# Ходурківська сільська рада
Ходурківська сільська рада — колишня адміністративно-територіальна одиниця та орган місцевого самоврядування у Городницькому районі Житомирської області Української РСР з адміністративним центром у селі Ходурки.

## Населені пункти
Сільській раді на час ліквідації були підпорядковані населені пункти:
- с. Ходурки.

## Історія та адміністративний устрій
Створена 1941 року в складі с. Ходурки та хутора Клинок Курчицької сільської ради Городницького району Житомирської області.
Станом на 1 вересня 1946 року сільська рада входила до складу Городницького району Житомирської області, на обліку в раді перебувало с. Ходурки, х. Клинок не перебував на обліку населених пунктів.
Ліквідована 11 серпня 1954 року, відповідно до указу Президії Верховної ради Української РСР «Про укрупнення сільських рад по Житомирській області», територію ради та с. Ходурки приєднано до складу Курчицької сільської ради Городницького району Житомирської області.